# Caratê nos Jogos Olímpicos de Verão de 2020 - Qualificação
Este artigo detalha a fase de qualificação do caratê nos Jogos Olímpicos de Verão de 2020. (As Olimpíadas foram adiadas para 2021 devido à pandemia de COVID-19).. As 80 vagas para os Jogos serão para caratecas indicados pelos seus respectivos CONs, baseado em resultados em torneios designados supervisionados pela World Karate Federation. Cada CON pode inscrever o máximo de oito caratecas (um por categoria). O país-sede, Japão, recebeu vaga em todas as categorias, enquanto quatro serão entregue aos CONs através de convites da Comissão Tripartite.  

## Regras de qualificação
Os 10 competidores em cada categoria qualificam conforme abaixo:
- 1 do país-sede, Japão
- 4 pelo ranking de qualificação olímpica de 5 de abril de 2021
- 3 pelo Torneio de Qualificação Olímpica do Caratê de 2021
- 2 por representatividade continental ou por convite da Comissão Tripartite

Como o ranking da World Karate Federation é baseado em cinco categorias de peso em vez das três categorias participantes das Olimpíadas 2020, algumas das categorias olímpicas são baseadas em uma combinação de categorias da WKF. Nesses casos, os dois melhores de cada categoria qualificam para a categoria combinada olímpica (para um total de 4). Onde a categoria olímpica é a mesma da WKF, os quatro melhores da categoria qualificam. 
O torneio de qualificação olímpica é disputado nas mesmas categorias de peso da competição olímpica. Apenas Comitês Olímpicos Nacionais (CONs) que não estiverem qualificados pelo ranking olímpico para uma determinada categoria podem inscrever um atleta para aquele torneio. Os três primeiros em cada categoria estarão qualificados para as Olimpíadas. 
Um total de 12 vagas, distribuídas entre os 8 eventos, estarão disponíveis para representação continental. O critério de seleção é o seguinte:
- Oceania, 2 vagas (1 por gênero)
- África, 2 vagas (1 por gênero)
- Américas, 2 vagas (1 por gênero)
- Ásia, 2 vagas (1 por gênero)
- Europa, 2 vagas (1 por gênero)
- África, 1 vaga (um gênero)
- Américas, 1 vaga (outro gênero)

Para cada continente, todos os medalhistas de ouro dos jogos continentais são considerados em conjunto. O melhor ranqueado deste grupo conquista a vaga de qualificação contanto que já não esteja qualificado ou que não possa ser selecionado sem violar as seguintes limitações: 10 atletas por categoria, 1 atleta por CON por categoria, 2 atletas por CON por representatividade continental (afetando apenas África e Américas). Se o medalhista de ouro de melhor ranking não puder ser selecionado, então o medalhista de ouro seguinte estará qualificado, se possível. Este processo vai por todos os medalhistas de ouro por ranking, seguido dos medalhistas de prata e dos de bronze, até que as vagas do continente estejam preenchidas. Se nenhum dos medalhistas puder entrar, o atleta elegível de melhor ranking do continente (independentemente dos jogos continentais) qualifica.
As últimas quatro vagas serão entregues por convites da Comissão Tripartite.

## Linha do tempo
| Evento                                           | Data                               | Local |
| ------------------------------------------------ | ---------------------------------- | ----- |
| Jogos Europeus de 2019                           | 21 a 30 de junho de 2019           | Minsk |
| Jogos Pan-Americanos de 2019                     | 26 de julho a 11 de agosto de 2019 | Lima  |
| Ranking Olímpico da WKF                          | 25 de maio de 2021                 | —     |
| Torneio Mundial de Qualificação Olímpica de 2021 | 11 a 13 de junho de 2021           | Paris |

## Sumário de qualificação
| NOC                               | Men   | Men   | Men    | Men  | Women | Women | Women  | Women | Total |
| NOC                               | 67 kg | 75 kg | +75 kg | Kata | 55 kg | 61 kg | +61 kg | Kata  | Total |
| --------------------------------- | ----- | ----- | ------ | ---- | ----- | ----- | ------ | ----- | ----- |
| GER Alemanha                      |       | Yes   | Yes    | Yes  |       |       |        | Yes   | 4     |
| KSA Arábia Saudita                |       |       | Yes    |      |       |       |        |       | 1     |
| ALG Argélia                       |       |       |        |      |       |       | Yes    |       | 1     |
| AUS Austrália                     |       | Yes   |        |      |       |       |        |       | 1     |
| AUT Áustria                       |       |       |        |      | Yes   |       |        |       | 1     |
| AZE Azerbaijão                    | Yes   | Yes   |        |      |       |       | Yes    |       | 3     |
| BUL Bulgária                      |       |       |        |      | Yes   |       |        |       | 1     |
| CAN Canadá                        |       |       | Yes    |      |       |       |        |       | 1     |
| KAZ Cazaquistão                   | Yes   | Yes   | Yes    |      | Yes   |       | Yes    |       | 5     |
| CHN China                         |       |       |        |      |       | Yes   | Yes    |       | 2     |
| KOR Coreia do Sul                 |       |       |        | Yes  |       |       |        |       | 1     |
| CRO Croácia                       |       |       | Yes    |      |       |       |        |       | 1     |
| EGY Egito                         | Yes   | Yes   |        |      | Yes   | Yes   | Yes    |       | 5     |
| ESP Espanha                       |       |       |        | Yes  |       |       |        | Yes   | 2     |
| USA Estados Unidos                |       |       | Yes    | Yes  |       |       |        | Yes   | 3     |
| FRA França                        | Yes   |       |        |      |       | Yes   |        | Yes   | 3     |
| GEO Geórgia                       |       |       | Yes    |      |       |       |        |       | 1     |
| HKG Hong Kong                     |       |       |        |      |       |       |        | Yes   | 1     |
| HUN Hungria                       |       | Yes   |        |      |       |       |        |       | 1     |
| IRI Irã                           |       | Yes   | Yes    |      | Yes   |       | Yes    |       | 4     |
| ITA Itália                        | Yes   | Yes   |        | Yes  |       |       | Yes    | Yes   | 5     |
| JPN Japão                         | Yes   | Yes   | Yes    | Yes  | Yes   | Yes   | Yes    | Yes   | 8     |
| JOR Jordânia                      | Yes   |       |        |      |       |       |        |       | 1     |
| KUW Kuwait                        |       |       |        | Yes  |       |       |        |       | 1     |
| LAT Letônia                       | Yes   |       |        |      |       |       |        |       | 1     |
| MAR Marrocos                      |       |       |        |      |       | Yes   |        |       | 1     |
| NZL Nova Zelândia                 |       |       |        |      |       |       |        | Yes   | 1     |
| PER Peru                          |       |       |        |      |       | Yes   |        |       | 1     |
| MKD Macedônia do Norte            |       |       |        |      |       |       |        | Yes   | 1     |
| RUS Rússia                        |       |       |        |      | Yes   |       |        |       | 1     |
| SRB Sérvia                        |       |       |        |      |       | Yes   |        |       | 1     |
| SUI Suíça                         |       |       |        |      |       |       | Yes    |       | 1     |
| TPE Taipé Chinês                  |       |       |        | Yes  | Yes   |       |        |       | 2     |
| ROT Equipe Olímpica de Refugiados | Yes   |       |        | Yes  |       |       |        |       | 2     |
| TUR Turquia                       | Yes   |       | Yes    | Yes  | Yes   | Yes   | Yes    | Yes   | 7     |
| UKR Ucrânia                       |       | Yes   |        |      | Yes   | Yes   |        |       | 3     |
| VEN Venezuela                     | Yes   |       |        | Yes  |       | Yes   |        |       | 3     |
| Total: 37 CONs                    | 11    | 10    | 10     | 11   | 10    | 10    | 10     | 10    | 82    |

## Masculino

### 67 kg
| Competição                                     | Vagas | Atletas qualificados                                               |
| ---------------------------------------------- | ----- | ------------------------------------------------------------------ |
| País-sede                                      | 1     | JPN Naoto Sago                                                     |
| Ranking Olímpico da WKF (60 kg) (maio de 2021) | 2     | KAZ Darkhan Assadilov ITA Angelo Crescenzo                         |
| Ranking Olímpico da WKF (67 kg) (maio de 2021) | 2     | FRA Steven Da Costa EGY Ali El-Sawy                                |
| Torneio Mundial de Qualificação                | 3     | TUR Eray Şamdan JOR Abdelrahman Al-Masatfa AZE Firdovsi Farzaliyev |
| Vagas continentais                             | 2     | LAT Kalvis Kalniņš VEN Andrés Madera                               |
| Comissão Tripartite                            | 0     | —                                                                  |
| Convite especial                               | 1     | ROT Hamoon Derafshipour                                            |
| Total                                          | 11    |                                                                    |

### 75 kg
| Competição                             | Vagas | Atletas qualificados                                                     |
| -------------------------------------- | ----- | ------------------------------------------------------------------------ |
| País-sede                              | 1     | JPN Ken Nishimura                                                        |
| Ranking Olímpico da WKF (maio de 2021) | 4     | IRI Bahman Askari ITA Luigi Busà AZE Rafael Aghayev UKR Stanislav Horuna |
| Torneio Mundial de Qualificação        | 3     | KAZ Nurkanat Azhikanov GER Noah Bitsch HUN Gábor Hárspataki              |
| Vagas continentais                     | 2     | AUS Tsuneari Yahiro EGY Abdalla Mamduh Abdelaziz                         |
| Comissão Tripartite                    | 0     | —                                                                        |
| Total                                  | 10    |                                                                          |

### +75 kg
| Competição                                      | Vagas | Atletas qualificados                                     |
| ----------------------------------------------- | ----- | -------------------------------------------------------- |
| País-sede                                       | 1     | JPN Ryutaro Araga                                        |
| Ranking Olímpico da WKF (84 kg) (maio de 2021)  | 2     | TUR Uğur Aktaş CRO Ivan Kvesić                           |
| Ranking Olímpico da WKF (+84 kg) (maio de 2021) | 2     | IRI Sajjad Ganjzadeh GER Jonathan Horne                  |
| Torneio Mundial de Qualificação                 | 3     | KSA Tareg Hamedi GEO Gogita Arkania CAN Daniel Gaysinsky |
| Vagas continentais                              | 2     | USA Brian Irr KAZ Daniyar Yuldashev                      |
| Comissão Tripartite                             | 0     | —                                                        |
| Total                                           | 10    |                                                          |

### Kata
| Competição                             | Vagas | Atletas qualificados                                                    |
| -------------------------------------- | ----- | ----------------------------------------------------------------------- |
| País-sede                              | 1     | JPN Ryo Kiyuna                                                          |
| Ranking Olímpico da WKF (maio de 2021) | 4     | ESP Damián Quintero TUR Ali Sofuoğlu VEN Antonio Díaz ITA Mattia Busato |
| Torneio Mundial de Qualificação        | 3     | USA Ariel Torres TPE Wang Yi-ta KOR Park Hee-jun                        |
| Vagas continentais                     | 0     | —                                                                       |
| Comissão Tripartite                    | 1     | KUW Mohammad Al-Mosawi                                                  |
| Realocação de vaga não utilizada       | 1     | GER Ilja Smorguner                                                      |
| Convite especial                       | 1     | ROT Wael Shueb                                                          |
| Total                                  | 11    |                                                                         |

## Feminino

### 55 kg
| Competição                                     | Vagas | Atletas qualificadas                                          |
| ---------------------------------------------- | ----- | ------------------------------------------------------------- |
| País-sede                                      | 1     | JPN Miho Miyahara                                             |
| Ranking Olímpico da WKF (50 kg) (maio de 2021) | 2     | TUR Serap Özçelik IRI Sara Bahmanyar                          |
| Ranking Olímpico da WKF (55 kg) (maio de 2021) | 2     | UKR Anzhelika Terliuga TPE Wen Tzu-yun                        |
| Torneio Mundial de Qualificação                | 3     | BUL Ivet Goranova KAZ Moldir Zhangbyrbay RUS Anna Chernysheva |
| Vagas continentais                             | 2     | EGY Radwa Sayed AUT Bettina Plank                             |
| Comissão Tripartite                            | 0     | —                                                             |
| Total                                          | 10    |                                                               |

### 61 kg
| Competição                             | Vagas | Atletas qualificadas                                                 |
| -------------------------------------- | ----- | -------------------------------------------------------------------- |
| País-sede                              | 1     | JPN Mayumi Someya                                                    |
| Ranking Olímpico da WKF (maio de 2021) | 4     | CHN Yin Xiaoyan EGY Giana Farouk SRB Jovana Preković TUR Merve Çoban |
| Torneio Mundial de Qualificação        | 3     | MAR Btissam Sadini UKR Anita Serogina VEN Claudymar Garcés           |
| Vagas continentais                     | 1     | PER Alexandra Grande                                                 |
| Realocação de vaga não utilizada       | 1     | FRA Leïla Heurtault                                                  |
| Total                                  | 10    |                                                                      |

### +61 kg
| Competição                                      | Vagas | Atletas qualificadas                                       |
| ----------------------------------------------- | ----- | ---------------------------------------------------------- |
| País-sede                                       | 1     | JPN Ayumi Uekusa                                           |
| Ranking Olímpico da WKF (68 kg) (maio de 2021)  | 2     | AZE Irina Zaretska CHN Gong Li                             |
| Ranking Olímpico da WKF (+68 kg) (maio de 2021) | 2     | IRI Hamideh Abbasali TUR Meltem Hocaoğlu                   |
| Torneio Mundial de Qualificação                 | 3     | SUI Elena Quirici ITA Silvia Semeraro EGY Feryal Abdelaziz |
| Vagas continentais                              | 2     | KAZ Sofya Berultseva ALG Lamya Matoub                      |
| Comissão Tripartite                             | 0     | —                                                          |
| Total                                           | 10    |                                                            |

### Kata
| Competição                             | Vagas | Atletas qualificadas                                                    |
| -------------------------------------- | ----- | ----------------------------------------------------------------------- |
| País-sede                              | 1     | JPN Kiyou Shimizu                                                       |
| Ranking Olímpico da WKF (maio de 2021) | 4     | ESP Sandra Sánchez ITA Viviana Bottaro HKG Grace Lau USA Sakura Kokumai |
| Torneio Mundial de Qualificação        | 3     | TUR Dilara Bozan FRA Alexandra Feracci GER Jasmin Jüttner               |
| Vagas continentais                     | 1     | NZL Alexandrea Anacan                                                   |
| Comissão Tripartite                    | 1     | MKD Puleksenija Jovanoska                                               |
| Total                                  | 10    |                                                                         |